# Connigis
Connigis es una comuna francesa, situada en el departamento de Aisne, de la región de Alta Francia.

## Demografía
| 209 | 228 | 190 | 216 | 256 | 266 | 312 | 324 | 340 | 343 |
| Para los censos de 1962 a 1999 la población legal corresponde a la población sin duplicidades (Fuente: INSEE [Consultar]) |     |     |     |     |     |     |     |     |     |